# Hu Haven
Hu Haven est une communauté située dans la province d'Alberta, dans le centre-est.